# Souhad Ghazouani
Souhad Ghazouani (née le 7 août 1982 à Saint-Saulve en France) est une haltérophile handisport française.
Elle a remporté 4 médailles paralympiques, 3 médailles aux championnats du monde et 5 médailles aux championnats d’Europe. Elle a détenu 1 record paralympique, 4 records mondiaux et 5 records européens.

## Biographie
Atteinte d'un spina bifida dès sa naissance, Souhad Ghazouani a toujours vécu en fauteuil.
Elle est la dernière d'une famille nombreuse (deux frères et sept sœurs) d'origine tunisienne. L'une de ses sœurs est mariée au footballeur professionnel Yohan Démont.
Elle découvre l’haltérophilie à l'âge de 6 ans dans un centre de rééducation pour les personnes en situation de handicap. Dès son premier essai, elle soulève 30 kg.
Elle vit et s'entraîne à Lille, où elle devient porteuse de la flamme olympique pour Paris 2024.

## Carrière sportive
Souhad Ghazouani intègre l'équipe de France en 2002.
Elle obtient sa première médaille paralympique à l'âge de 22 ans avec la médaille d'argent aux Jeux paralympiques d'été de 2004 à Athènes en moins de 60 kg. Elle est élevée cette année-là au rang de chevalier de la Légion d'honneur par Jacques Chirac.
Sa deuxième médaille paralympique est en bronze aux Jeux de 2008 à Pékin en catégorie des moins de 48 kg.
Elle remporte lors des Jeux paralympiques d'été de 2012 à Londres la médaille d'or dans la catégorie des moins de 67,5 kg.
Aux Jeux paralympiques d'été de 2016 à Rio de Janeiro, elle gagne la médaille d'argent en soulevant le même poids que la championne paralympique ; les deux concurrentes sont départagées par leur poids et Ghazouani est légèrement plus lourde que Ndidi Nwosu, qui s’impose donc.
En 2021, elle participe aux Jeux paralympiques de Tokyo où elle décroche une médaille de bronze.
Elle participe en 2024 aux Jeux paralympiques de Paris pour lesquels elle affiche une grande ambition : elle rêve de décrocher l'or à domicile (elle termine 7e avec un seul essai)..

## Palmarès

### Première paralympiade 2000 à 2004
- En 2001 elle participe à ses premiers championnats d’Europe où elle obtient la médaille d'argent dans la catégorie des -60 kg.
- Un an après, en 2002 elle participe à ses premiers championnats du Monde où elle obtient la médaille de bronze dans la catégorie des -60 kg.
- En 2003 pour ses seconds championnats d’Europe elle obtient la médaille d'or dans la catégorie des -60 kg.
- En 2004 pour ses premiers Jeux Paralympiques elle obtient la médaille d'argent dans la catégorie des -60 kg

### Seconde paralympiade de 2004 à 2008
- En 2005 lors des championnats d'Europe elle obtient la médaille d'or de la catégorie des -56 kg
- Un an après, en 2006 pendant les championnats du monde elle obtient la médaille d'argent dans la catégorie des -52 kg.
- En 2007 lors des championnats d’Europe elle obtient la médaille d'or dans la catégorie des -52 kg.
- En 2008 pour sa seconde participation aux Jeux paralympiques elle obtient la médaille de bronze dans la catégorie des -48 kg

### Troisième paralympiade de 2008 à 2012
- En 2009 les championnats d’Europe ont été annulées
- Un an après, en 2010 pendant les championnats du monde elle obtient la médaille d'or dans la catégorie des -60 kg.
- En 2011 lors des championnats d’Europe elle obtient la médaille d'or dans la catégorie des -67,5 kg.
- En 2012 pour sa troisième participation aux Jeux paralympiques elle obtient la médaille d'or dans la catégorie des -67,5 kg

### Quatrième paralympiade de 2013 à 2016
- En 2013 lors des championnats d’Europe elle obtient la médaille d'or dans la catégorie des -73 kg, elle y bat le record du monde avec 150 kg
- Elle remporte la médaille d'argent aux Jeux paralympiques d'été de 2016

## Records nouvelles catégorie après 2013

### Records du monde
- catégorie -73 kg seniors avec 150 kg

### Records d'Europe
- catégorie -73 kg seniors avec 150 kg

### Records de France
- catégorie -73 kg seniors avec 150 kg

## Records anciennes catégories avant 2013

### Record paralympique
- catégorie -67,5 kg avec 146 kg

### Records du monde
- catégorie -56 kg espoirs avec 121 kg
- catégorie -60 kg espoirs avec 120 kg
- catégorie -60 kg seniors avec 136 kg
- catégorie -67,5 kg seniors avec 147 kg

### Records d'Europe
- catégorie -56 kg espoirs avec 121 kg
- catégorie -60 kg espoirs avec 120 kg
- catégorie -48 kg seniors avec 117,5 kg
- catégorie -60 kg seniors avec 136 kg
- catégorie -67,5 kg seniors avec 147 kg

### Records de France
- catégorie -56 kg espoirs avec 121 kg
- catégorie -60 kg espoirs avec 120 kg
- catégorie -67,5 kg espoirs avec 100 kg
- catégorie -48 kg seniors avec 117,5 kg
- catégorie -52 kg seniors avec 120 kg
- catégorie -56 kg seniors avec 122,5 kg
- catégorie -60 kg seniors avec 136 kg
- catégorie -67,5 kg seniors avec 147 kg

## Distinctions
- Chevalier de la Légion d'honneur en 2013[9]
- Officier de l'ordre national du Mérite en 2008[10]
- Chevalier de l'ordre national du Mérite en 2004[11]